# إيمندونيت
إمِندونيت (بالأمازيغية: یمی ندونیت) هي قرية جبلية مغربية وسط المملكة وجماعة قروية تابعة لإقليم شيشاوة. بلغ عدد سكان هذه الجماعة القروية 9.873 نسمة سنة 2004.

## دواوير الجماعة
تضم هذه الجماعة قرابة 31  دوارا هي : تونغاست - إكلوان - تندري - تورار - إمي نإغزر نعيسى - إكرنتيقي - تزكي - تارغة - تمكنسي - إزنونا - أنسا - أمصلوح - أزرزو - تدارت - تمسولت - تنامرت - اغرم - تكماط - ألوس - أيت كضوف - أنكوخت - تالدامت - أرك - تغراط - أزروملن - أفور - إسوقال - تنزيمين - أكرزرا - تكسيت - أيت علي . 